# Zulia Calatayud
Zulia Calatayud, född 9 november 1979 i Havanna, är en kubansk friidrottare (medeldistans).
Calatayuds huvudsakliga distans är 800 meter där hon sedan slutet av 1990-talet varit med de större mästerskapen. Vid såväl VM 1999 och VM 2001 misslyckades Calatayud att ta sig vidare till final. Inte heller vid OS varken 2000 eller 2004 blev det någon framskjuten placering för Calatayud. Vid VM i Paris 2003 slutade Calatayud fyra och två år senare i Helsingfors vann Calatayud loppet. 
Hennes personliga rekord är på 1:56.09 och är från en tävling 2002. 